# 帝国館
帝國館（ていこくかん）は、かつて存在した日本の映画館である。当初、吉沢商店の「ルナパーク」に内包した映画館であったが、焼失後再建した。のちに浅草松竹映画劇場（あさくさしょうちくえいがげきじょう）と改称する。

## 略歴・概要

### ルナパーク内映画館
1910年（明治43年）9月10日、東京市浅草区公園六区（現在の東京都台東区浅草1丁目43番）に開業した。1890年（明治23年）5月22日に開業した「日本パノラマ館」の跡地であり、約1,200坪の敷地に、吉沢商会社主の河浦謙一が建てた「ルナパーク」に内包される映画館としてオープンした。
吉沢商会にとって「ルナパーク」は、1903年（明治36年）10月開業の電気館に次ぐ浅草六区の施設で、ニューヨークのコニーアイランドを模した遊園地で、写真館、物産店・飲食店、天文館、木馬館などがある広大な施設であった。帝国館は、吉沢商会製作の映画のフラッグシップ館となった。
1911年（明治44年）4月29日、ライド型アトラクション「汽車活動写真館」からの漏電による失火で「帝国館」もパーク全体とともに焼失する。翌1912年（明治45年）に再建したが吉沢商会は4社合併で日活となり、ルナパークは1913年（大正2年）には閉鎖となった。帝国館は、大阪「三友倶楽部」の山川吉太郎が同年設立した東洋商会のフラッグシップ館になったが、東洋商会が翌1914年（大正3年）には活動を停止した。
単独の映画館となった帝国館は、やがて小林喜三郎の手に渡った。このころ同館が発行していた週刊ニュース「第一新聞」を押山保明が編集していた。1917年（大正6年）、活動弁士の生駒雷遊が同館の主任弁士となった。1919年（大正8年）ごろには弁士の津田秀水が人気を博した。

### 松竹の洋画劇場
1921年（大正10年）3月12日、松竹は帝国活動写真より浅草帝国館、赤坂帝国館、横浜角力常設館を買収。浅草帝国館を松竹洋画のフラッグシップ館と位置づけ、松竹洋画部が買い付ける洋画を上映した。1923年（大正12年）9月1日の関東大震災で浅草は壊滅、帝国館も崩壊したが復興後は引き続き松竹洋画の拠点として機能した。
1925年（大正14年）2月27日、帝国館と新宿武蔵野館がパラマウント映画の特作映画『十誡』を同時に公開したことが話題となった。
1927年（昭和2年）、僊石政太郎の設計により改築した。このときの建物は1980年代まで使用された。1943年（昭和18年）2月11日、「浅草松竹映画劇場」と改称して松竹製作の新作を公開する劇場となった。
1983年（昭和58年）、閉鎖・廃業し、解体された。跡地は浅草ROXとなった。同館の代替としてかつての金龍館、当時の「浅草ロキシー映画劇場」が二代目「浅草松竹映画劇場」となった。

## 他地域の帝国館
大正末期の1924年 - 1926年の資料による各地の帝国館。
- 帝国館（札幌市南三條、現在の同市中央区南3条）
- 帝国館（盛岡市長町、現在の同市本町通3丁目・中央通3丁目）
- 帝国館（仙台市南町通り、現在の同市青葉区南町通り）
- 帝国館（耶麻郡喜多方町、現在の喜多方市）
- 帝国館（前橋市榎町、現在の千代田町5丁目）
- 帝国館（邑楽郡館林町、現在の館林市）
- 帝国館（高崎市連雀町）
- 早稲田帝国館（東京市牛込区早稲田、現在の東京都新宿区早稲田町）
- 帝国館（東京市赤坂区見附、現在の東京都港区赤坂）
- 帝国館（北豊島郡板橋町、現在の東京都板橋区板橋）

- 品川帝国館（荏原郡品川町歩行新宿、現在の東京都品川区北品川1丁目）
- 帝国館（豊多摩郡渋谷町恵比寿駅前、現在の東京都渋谷区恵比寿）
- 鶴見帝国館（橘樹郡鶴見町、現在の横浜市鶴見区）
- 帝国館（足柄下郡小田原町幸、現在の小田原市本町）
- 帝国館（富士郡大宮町、現在の富士宮市大宮町）
- 帝国座（富山市総曲輪）
前身は明治時代設立の芝居小屋「歌舞伎座」。その後「第三福助座」を経て1917年（大正6年）6月1日に「帝国座」として映画上映を開始。1923年（大正12年）4月の火災により焼失後、同年12月に「帝国館」と改称して再建。1985年（昭和60年）閉館[4]。
- 帝国館（金沢市森下町、現在の同市東山1丁目）
- 帝国館（豊橋市上伝馬町）
- 帝国館（宇治山田市本町、現在の伊勢市本町）

- 帝国館（彦根市）

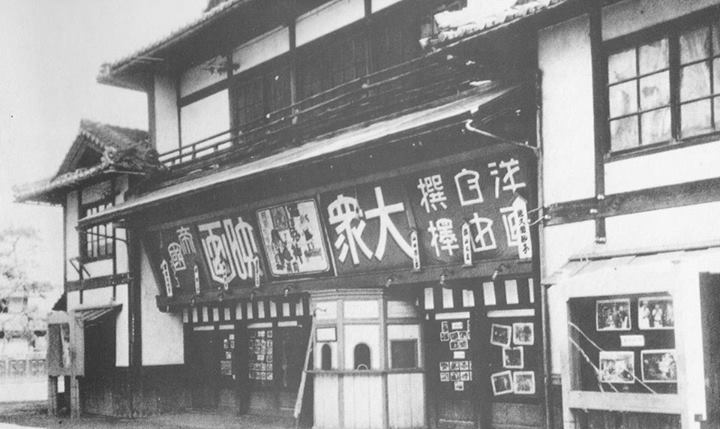
彦根帝国館。1935年の写真。後に彦根協映劇場となるも現在は解体。

- 帝国館（大津市甚七町、現在の同市松本2丁目）
1912年（明治45年）開業の芝居小屋「稲荷座」が前身。1920年（大正9年）に「帝国館」と改称。その後「日活映画劇場」を経て1955年（昭和30年）に「有楽座」となったが、1963年（昭和38年）に閉館した[5][6]。
- 西陣帝国館（京都市上京区大宮通寺ノ内上ル芦山寺）
- 帝国館（京都市下京区新京極通、現在の同市中京区新京極通）
- 帝国館（京都市上京区御前通上立売西入）
- 帝国館（紀伊郡伏見町、現在の京都市伏見区）
- 帝国館（加佐郡新舞鶴町、現在の舞鶴市東舞鶴）
- 帝国館（岡山市天瀬）
1912年（明治45年）開業[7]。その後1963年（昭和38年）12月8日、表町3丁目2-15に「岡山松竹」（412席）として再建され、松竹のロードショー館となったが、2006年（平成18年）2月24日をもって閉館した。
- 帝国館（呉市本通6-22）
- 帝国館（鳥取市川端1丁目）
- 帝国館（丸亀市）

- 帝国館（高知市帯屋町）
- 帝国館（今治市辰の口、現在の同市通町1丁目）
- 博多帝国館（福岡市蓮池町、現在の同市博多区中呉服町・上呉服町）
- 帝国館（別府市日の出町、現在の速見郡日出町）
- 帝国館（宮崎市黒迫町、現在の同市中央通）
- 帝国館（鹿児島市山之口町）
- 帝国館（那覇市）
- 帝国館（関東州大連市、現在の遼寧省大連市）

## 関連事項
- 日本パノラマ館
- ルナパーク (浅草)
- 金龍館
- 松竹座
- 松竹館
- 国際キネマ劇場
- 日本館